# Brattforsita
La brattforsita és un mineral de la classe dels òxids. Rep el nom de la mina Brattfors, a Suècia, la seva localitat tipus.

## Característiques
La brattforsita és un òxid de fórmula química Mn19As₁₂O36Cl₂. Es tracta d'una espècie aprovada per l'Associació Mineralògica Internacional, i publicada per primera vegada el 2021. Cristal·litza en el sistema monoclínic. La seva duresa a l'escala de Mohs es troba entre 3 i 4.
Les mostres que van servir per a determinar l'espècie, el que es coneix com a material tipus, es troben conservades a les col·leccions mineralògiques del Museu Suec d'Història Natural, situat a Estocolm (Suècia), amb el número de col·lecció: geo-nrm no. 19100303, i a les col·leccions del Museu d'Història Natural de la Universitat de Pisa (Itàlia), amb el número de catàleg: 19912.

## Formació i jaciments
Va ser descoberta a la mina Brattfors, que es troba a Nordmark Odal Field, al municipi de Filipstad (Comtat de Värmland, Suècia), on es troba en forma de cristalls subèdrics una mica irregulars i de fins a 0,5 mm de mida. Aquesta mina sueca és l'únic indret de tot el planeta on ha estat descrita aquesta espècie mineral.